# Claviceps fusiformis
Claviceps fusiformis är en svampart som beskrevs av Loveless 1967. Claviceps fusiformis ingår i släktet Claviceps och familjen Clavicipitaceae.   Inga underarter finns listade i Catalogue of Life.